# Carrera Helmsman
Carrera Helmsman är en snabbseglande fenkölad segelbåt med skrov i balsasandwich, konstruerad av Håkan Södergren. Den tillverkades från slutet av 1970-talet till början av 1990-talet av Marinpark.

## Beskrivning
Båtens mått är längd över allt 11,5 meter, Längd i vattenlinjen 9,2 meter, bredd 2,4 meter, djupgående 1,9 meter och deplacement 3,95 ton. Carreran hade ursprungligen en bensinmotor på 12 hk från OMC men många har bytt till ca 20 hk dieselmotor, till exempel Iveco/Lombardini eller Volvo penta. Enstaka båtar har bytt ut sin förbränningsmotor till en elektrisk. SRS-tal var 2018 1,003 enligt Svenska seglarförbundet.
Carreran är en styv och snabb båt som seglar högt i vind och som kommer bäst till sin rätt på kryss i skärgårdsmiljö. 60 procent av vikten ligger i blykölen. Den är flushdäckad med dubbla sittbrunnar och har nerdragna fall som löper under en huv.

## Historik
Carrera Helmsman konstruerades på slutet av 1970-talet och blev en stor framgång både på kappseglingsbanorna och med försäljning. Det blev en av Helmsman Yacht Designs mest kända båtmodeller (design nr 15). Tillverkningen fortsatte in på 1990-talet. Det tillverkades 87 båtar totalt och en del gick på export. De flesta båtarna ligger i Stockholms skärgård men båttypen förekommer även på Västkusten och Norrlandskusten.
Carreran är en klassbåt som tidigare kappseglades flitigt som entypsbåt i bankappsegling i Carreraförbundets regi men förekommer även på SRS-seglingar på skärgårdsbanor. Carreran lämpar sig väl för ensamsegling/short handed då den är lättmanövrerad och kursstabiliteten samt eftersom den har självslående fock och

## Bildgalleri

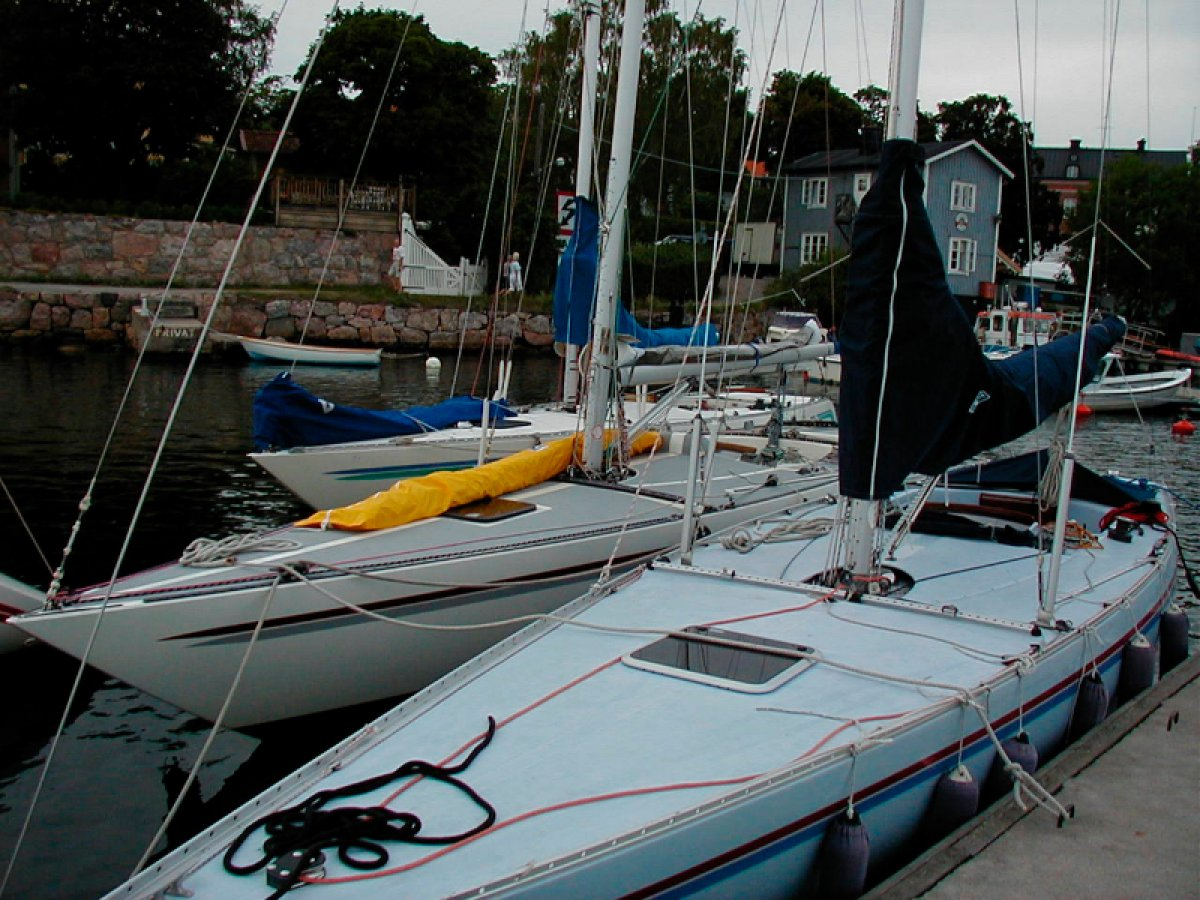
Carreror efter bryggan Dalarö under RM.
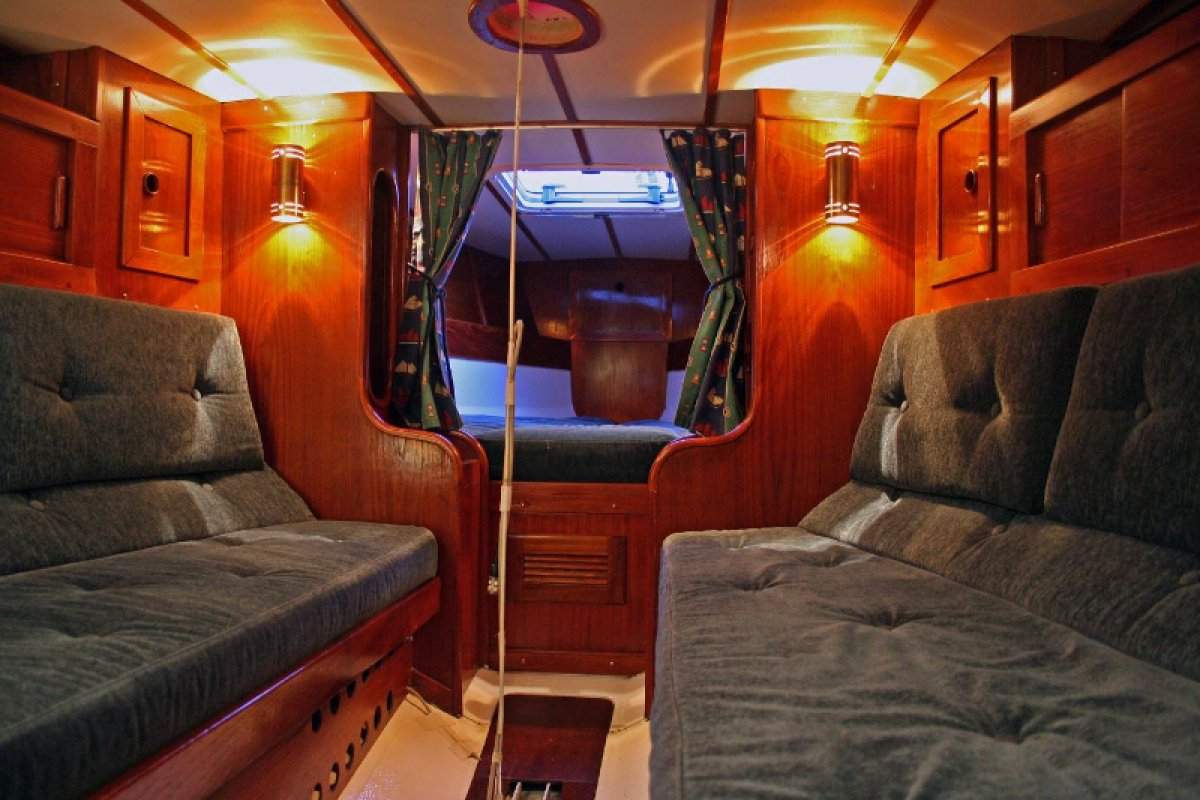
Ruff i en avmastad Carrera Helmsman.
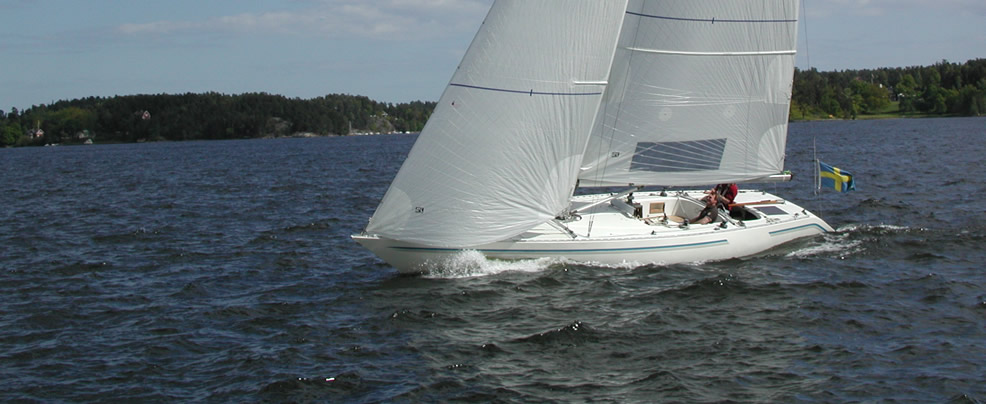
Carrera Helmsman på kryss.
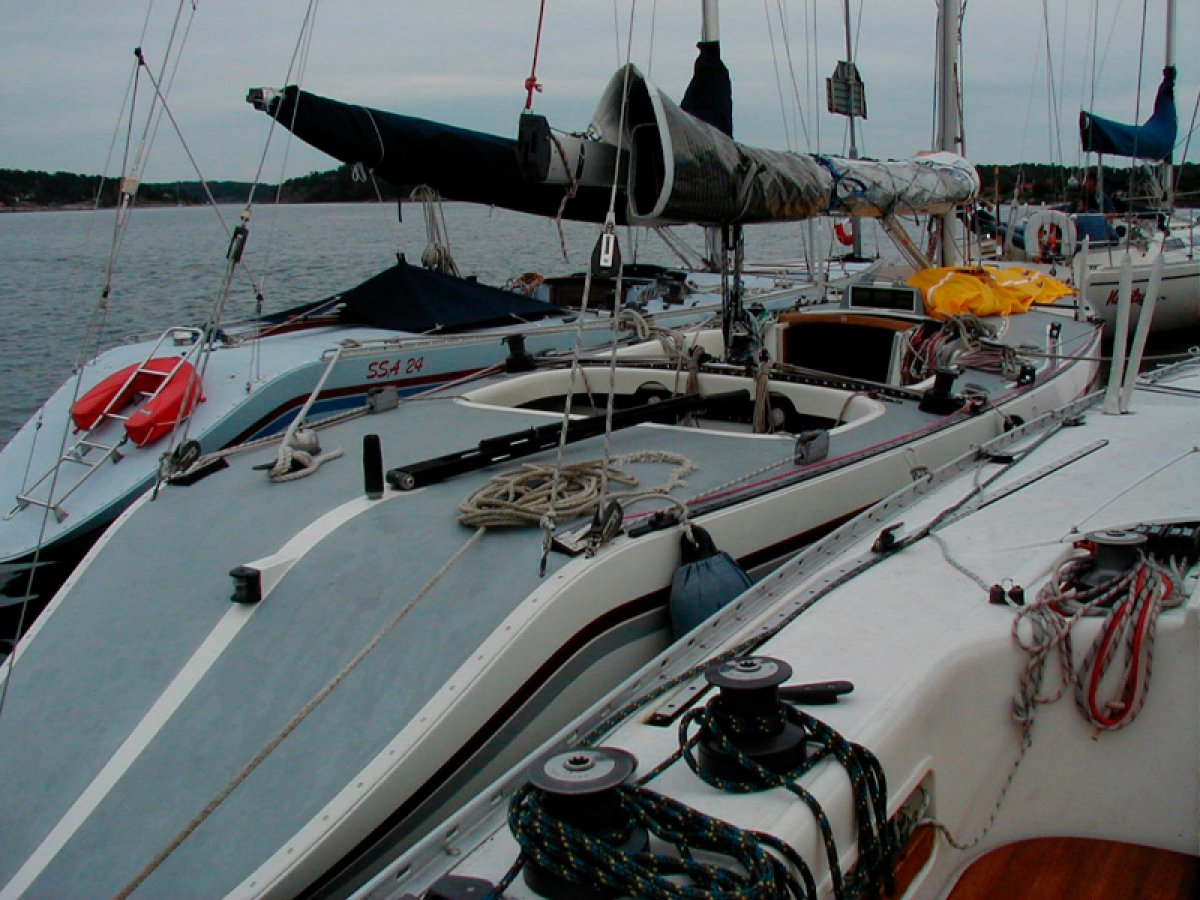
Carreror på Riksmästerskapen i Dalarö.